# Курт Шульце
Курт Шульце (нім. Curt Schulze; 19 листопада 1881, Віттенберг — 11 жовтня 1966, Мюнхен) — німецький ветеринар, генерал ветеринарної служби вермахту (1 квітня 1938). Кавалер Лицарського хреста Хреста Воєнних заслуг з мечами.

## Біографія
Син ветеринара. 14 жовтня 1899 року поступив на службу військовим ветеринаром в Імперську армію. Учасник Першої світової війни. Після демобілізації армії залишений у рейхсвері.
З 1 червня 1934 року — начальник 15-ї (ветеринарної) військової інспекції і голова Наукового сенату з питань військової ветеринарії. Зіграв важливу роль у створенні ветеринарної служби вермахту, включаючи  відкриття Військової ветеринарної академії в Ганновері (1935), розширення служби лікування коней і створення ветеринарних аптечок. З 26 серпня 1939 року — одночасно керівник військової ветеринарної інспекції ОКВ. Влітку 1940 року одночасно очолив щойно створену кінну інспекцію ОКГ і став ветеринарним інспектором 3-ї інспекції (верхова їзда і водіння). Після Липневої змови Шульце заарештували працівники гестапо, оскільки він відвідував елітний кінний клуб разом із багатьма учасниками змови, проте через 10 днів відпустили. Сам Шульце в 1946 році на допиті сказав американським офіцерам, що причиною арешту була його дружба з Клаусом фон Штауффенбергом, Фрідріхом Ольбріхтом і Еріхом Гепнером.
30 квітня 1945 року взятий в американський полон. 16 січня 1947 року звільнений і став практикуючим ветеринаром. В тому ж році став ветеринаром Мюнхенського іподрому, з 24 липня 1948 року — також консультант Баварської комісії з розведення чистокровних коней. Згодом Шульце, який 30 років володів власними конями, став головою великої конюшні Ізарланд біля Штарнберга, яку очолював до 1964 року.

## Нагороди
- Медаль «За вислугу років» (Пруссія) 3-го класу (9 років)
- Залізний хрест 2-го і 1-го класу
- Ганзейський Хрест (Гамбург)
- Військова медаль (Османська імперія)
- Орден «За військові заслуги» (Болгарія), офіцерський хрест
- Нагрудний знак «За поранення» в чорному
- Почесний хрест ветерана війни з мечами
- Почесний професор військової ветеринарії Берлінського університету Фрідріха-Вільгельма (3 червня 1936)
- Медаль «За вислугу років у Вермахті» 4-го, 3-го, 2-го і 1-го класу (25 років)
- Медаль «У пам'ять 13 березня 1938 року»
- Медаль «У пам'ять 1 жовтня 1938 року» із застібкою «Празький град»
- Хрест Воєнних заслуг 2-го і 1-го класу з мечами
- Німецький хрест в сріблі (14 січня 1944)
- Лицарський хрест Хреста Воєнних заслуг з мечами (15 травня 1944)